# Gottersdorfer See
Der Gottersdorfer See ist ein aufgestauter Weiher im Dorf Gottersdorf der Stadt Walldürn im baden-württembergischen Neckar-Odenwald-Kreis.

## Lage und Beschreibung
Der See rechnet naturräumlich zum Unterraum Vorland des Hinteren Odenwaldes des Sandsteinodenwaldes und liegt weniger als zwei Kilometer von der Landesgrenze zu Bayern entfernt auf 357 m ü. NHN in der Obertalmulde des nur etwa 3,3 km langen, südwärts laufenden Seebachs, der nach Durchlaufen der Kummersklinge ein Stück abwärts des Dorfes von rechts in den Marsbach mündet. Geologisch liegt der Gottersdorfer See in Schichthöhe des Oberen Buntsandstein im Bereich des vom Bachlauf abgelagerten holozänen Auenlehmbandes.
Der See gehört zum Gelände des Odenwälder Freilandmuseums, das sich in der Talmulde bis zum Südrand des Sees am anstauenden Damm des dörflichen Schaltalweges erstreckt. Westlich des Sees steht am Hang der alte Ortskern, links gegenüber ein neueres Siedlungsgebiet.
Der See ist 1,7 ha groß, etwa 220 Meter lang und bis zu 110 Meter breit. Er nimmt den Abfluss eines etwa 2,4 km² großen Einzugsgebiets auf. Am Zufluss des Seebachs erstreckt sich eine Schilfrohrzone, um ihn herum stehen recht lückenhaft Feldheckenstücke.
Der See wurde im 14. Jahrhundert als Fischteich des Klosters Amorbach angelegt. Ein Messtischblatt von 1880 zeigt den See in etwa heutiger Lage und Größe als Fischweiher beschriftet.

### LUBW
Amtliche Online-Gewässerkarte mit passendem Ausschnitt und den hier benutzten Layern: Gottersdorfer See und Umgebung

Allgemeiner Einstieg ohne Voreinstellungen und Layer: Daten- und Kartendienst der Landesanstalt für Umwelt Baden-Württemberg (LUBW) (Hinweise)
1. ↑  Seefläche nach dem Layer Stehende Gewässer.
2. 1 2  Dimensionen abgemessen auf dem Hintergrundlayer Topographische Karte.
3. ↑  Einzugsgebiet abgemessen auf dem Hintergrundlayer Topographische Karte.
4. ↑  Höhe nach blauer Beschriftung auf dem Hintergrundlayer Topographische Karte.
5. ↑  Länge nach dem Layer Gewässernetz (AWGN).

### Andere Belege
1. ↑  Otto Klausing: Geographische Landesaufnahme: Die naturräumlichen Einheiten auf Blatt 151 Darmstadt. Bundesanstalt für Landeskunde, Bad Godesberg 1967. → Online-Karte (PDF; 4,3 MB)
2. ↑  Geologie nach den Layern zu Geologische Karte 1:50.000 auf: Mapserver des Landesamtes für Geologie, Rohstoffe und Bergbau (LGRB) (Hinweise)
3. ↑  LEO-BW, Landeskunde entdecken online, Odenwälder Freilandmuseum Gottersdorf
4. ↑  Meßtischblatt 6321 Rippberg von 1880 in der Deutschen Fotothek